# Thomas Mac Donagh

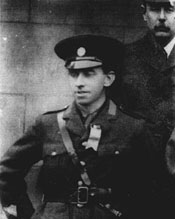
Thomas Mac Donagh

Thomas Mac Donagh (en gaèlic irlandès, Tomás Mac Donnchadha) (Cloughjordan, comtat de Tipperary, 1 de febrer 1878 - Dublín, 3 de maig de 1916) fou un poeta i revolucionari irlandès, un dels líders de l'aixecament de Pasqua de 1916.
De ben jovenet es va interessar pel gaèlic irlandès i es va traslladar a Dublín a estudiar. Allí es va fer membre de la Lliga Gaèlica i va fer amistat amb Eoin MacNeill i Patrick Pearse. Aquest darrer el va engrescar a treballar a l'Escola St. Enda (Scoil Éanna) a Ranelagh, al Comtat de Dublín, el 1908, on es practicava l'ensenyament bilingüe anglès-gaèlic irlandès. Poc després fou lector a la Universitat Nacional d'Irlanda i el 1910 fou nomenat tutor del jove poeta Joseph Plunkett, també membre de la Lliga Gaèlica. El 1912 es casà amb Muriel Gifford, una noia protestant que es convertí al catolicisme. Van tenir un fill, Donagh, nascut el 1913.
El 1913 Plunkett i Mac Donagh van assistir plegats a la trobada inaugural dels Voluntaris Irlandesos, i formar part del Comité provisional. Més tard va ser cap del 2n Batalló i comandant de la Brigada de Dublín. D'antuvi els seus punts de vista polítics eren constitucionalistes, però la influència de Pearse, Plunkett i Sean MacDermott el va fer evolucionar vers el republicanisme, de manera que l'estiu del 1915 es va unir a la Germandat Republicana Irlandesa (IRB). També va assistir al funeral del líder fenià Jeremiah O'Donovan Rossa, on Patrick Pearse va llegir l'oració fúnebre.
Tot i que el seu nom figura com un dels set dirigents de l'Aixecament de Pasqua, no s'hi va afegir fins a l'abril del 1916, quan l'aixecament ja estava en marxa. Potser es deu al fet que era un nouvingut a l'IRB, però Thomas Clarke va promoure el seu ascens, ajudat per la seva amistat amb Pearse i Plunkett. D'aquesta manera, fou un dels signataris de la Proclamació de Pasqua. Durant la revolta el seu regiment es va estacionar a la fàbrica de galetes Jacob, on es va unir amb el veterà fenià John MacBride. Malgrat ser un dels regiments més nombrosos, tenia poca experiència en lluita, i el 30 d'abril va rebre l'ordre de rendir-se a les forces britàniques. Va ser jutjat per un tribunal militar, condemnat a mort i afusellat el 3 de maig de 1916.
La seva vídua va morir mentre nedava a Skerries, Comtat de Dublín, el juliol de 1917; el seu fill, Donagh MacDonagh, ha sigut un conegut escriptor i jutge, mort el 1968.